# 498 TCN
498 TCN là một năm trong lịch La Mã.